# Соціологія організацій
Соціологія організацій — спеціальна соціологічна теорія (теорія середнього рівня) та відносно автономний напрям в теорії організації, що намагається пояснити природу, механізми функціонування і розвитку організацій, спираючись на соціологічну теорію. Принципова її відмінність від суміжних дисциплін полягає в тому, що соціологія організацій аналізує не процес ціледосягнення, а природу і стан колективного суб’єкта, що досягає мети. Соціологія організацій сформувалася як дисципліна в 50-ті рр. в США. Її об’єктом є організація як елемент соціальної структури, а предмет визначається теоретичною спрямованістю дослідника.

## Організація як центральна категорія
В соціології організацій організація розглядається як соціальний інститут, система зв'язків і відносин між людьми, як частина соціального оточення людини. У сучасній науковій літературі існує безліч визначень організації, з яких зазвичай виділяються концепція організації як раціональної системи або системи, спрямованої на досягнення мети. Можна виділити чотири основні напрями у визначенні теорії організації.
1. Відповідно до точки зору одного з основоположників сучасної американської теорії управління Ч. Барнарда [1] організація - це такий вид кооперації людей, котрий відрізняється від інших соціальних груп свідомістю, передбачуваністю і цілеспрямованістю. Барнард і його послідовники в основному розглядали спільні дії людей, їхню кооперацію, а вже потім необхідність досягнення цілей.
2. Інший напрямок найкраще характеризує точка зору теоретиків організації Д. Марча і Г. Саймона [2], згідно з якою організація - це співтовариство взаємодіючих індивідів, що є найпоширенішим в суспільстві і містить центральну координуючу систему. Висока специфічність структури і координація усередині організації відрізняють її від дифузних і неврегульованих зв'язків між неорганізованими індивідами. Все це надає організації схожість з окремим біологічним організмами.
3. Американські соціологи П. Блау і У. Скотт представляють третій напрям у визначенні організації [3]. У цьому визначенні вказується основна, на їх думку, характеристика що склалася організації - те, що вона для досягнення специфічних цілей повинна бути формалізована, тобто володіти формальною структурою.
4. На думку американського дослідника організацій А. Етціоні, організації - це соціальні об'єднання, які свідомо конструюються і реконструюються для досягнення специфічних цілей, що характеризуються свідомим членством в організації та свідомими діями її членів  [4].

На підставі перерахованих основних специфічних рис можна дати наступне визначення організації: організація - це соціальна група, орієнтована на досягнення взаємопов'язаних специфічних цілей і формування високоформалізованних структур на основі спеціалізації або розподілу праці.

## Історичний розріз теорій організацій

### Соціально-економічні умови виникнення теорії організацій
Досить довго сформовані форми організаційного устрою деяких сторін соціального життя не змінювалися. Це багато в чому пояснюється відсутністю потреб в організованих об'єднаннях у сфері матеріального виробництва. Лише від середини XVIII ст. і до початку XIX ст. в процесі капіталістичного розвитку, коли виникли численні підприємства, орієнтовані на виробництво для ринку великої кількості конкурентоспроможної продукції, з'явилися безпосередні підстави для виникнення теорій організацій. Потреба в них зросла із введенням фабричної системи виробництва, тобто появою крупних організацій із жорстким розподілом функцій на ринку, а також із подальшим розмежуванням внаслідок цього ролі власника підприємства та безпосередньо його керівника (управлінська революція).

### Ранні теорії організацій
Про фабричну системи організації праці йдеться в праці шотландського економіста А. Сміта «Дослідження про природу і причини багатства народів» (1776), де він аналізує процес розподілу праці при виробництві голок. Сміт вважає, що поділ праці дозволяє корінним чином реорганізувати виробництво, значно підвищити його ефективність, і саме поділ праці він визнає універсальним засобом для підвищення добробуту людства і досягнення щасливого майбутнього.
Ідеї А. Сміта щодо діяльності організацій розвивав англійський економіст Ч. Баббедж в 1832 р. Виходячи з практичних цілей підвищення продуктивності праці на фабриці, Баббедж науково обґрунтував значення спеціалізації, почав досліджувати трудові рухи з метою раціоналізації дій в рамках поділу праці. 
У 1850 р. англійський дослідник проблем управління Дж. Мілл зробив спробу вивчити функції менеджерів по організації виробництва на ткацьких фабриках. Зокрема, він розробляв принцип єдиноначальності, форми та інтервали управлінського контролю за діяльністю працівників, можливості стимулювання підвищення продуктивності через заробітну плату .
Вельми значущий внесок у розвиток теорії організацій вніс американський промисловець Д. МакКаллум, який визначав умови використання організаційних схем структури менеджменту та можливості систематичного менеджменту на залізничному транспорті (1856).

### Відкриття негативних явищ в теорії організацій
Подальше зростання організацій в межах капіталістичного виробництва виявилось достатньо суперечливим, оскільки разом із нарощуванням економічних потуг послуговувалось визиском членів своїх організацій - робітників. Це призводило не тільки до очевидних антигуманних умов праці, але й затримувало розвиток продуктивних сил, оскільки викликало природне робітниче нерозуміння і супротив виробничим процесам.
Карл Маркс у своєму аналізі капіталістичного виробництва приділяв особливу увагу наслідкам розподілу праці — відчуженню праці. Під відчуженням він розумів відділення працівників як особистостей від їхньої творчості, продукту їхньої праці і від інших людей, до яких вони відносяться тільки як до одиниць товару. Таке положення характерно для індивідів з вельми низьким статусом усередині структури організації і влади. Володарі такого статусу стають просто засобом для отримання найбільшого прибутку. Характерною рисою такого статусу є вузька спеціалізація, що тягне за собою неможливість використовувати свій фізичний і розумовий потенціал, свої здібності. Наслідком такого стану можна вважати відірваність працівника від кінцевого продукту, що випускається і колег по роботі. Технологічний поділ праці обмежує розвиток робітника не тільки на його робочому місці, але і у всіх ситуаціях поза роботою.
Другий підхід до проблеми негативних наслідків фабричної системи (які багато в чому були перенесені на сучасні організації) пов'язаний з поняттям «аномія». Цей термін був введений в науковий обіг видатним французьким соціологом Емілем Дюркгаймом. Під аномією розуміється такий стан учасників трудового процесу, при якому вони не можуть інтегруватися із стабільними основними інститутами суспільства, не включаються в систему соціальних взаємозв'язків, що призводить до заперечення ними найбільш значущих норм і цінностей. Наприклад, трудова діяльність породжує аномію в тих випадках, коли у працівників виникає відчуття несправедливості, почуття невідповідності зусиль, енергії, що витрачаються працівником, розміром винагороди за працю. Аномія на відміну від відчуження проявляється насамперед у культурній сфері і зачіпає в першу чергу комплекс моральних норм.

### Школа наукового управління
Засновником класичної теорії наукового управління вважають американського інженера і вченого Ф.У. Тейлора, ім'ям якого названо напрямок в теорії організацій - «тейлоризм». Гаслами цього напрямку стали: «координація», «інтеграція» і «контроль». Послідовники тейлоризму звертали особливу увагу на проблему робітників, вирішення якої полягало в максимальному полегшенні виробничих операцій, в упорядкуванні системи винагороди шляхом впровадження відрядної оплати праці і в забезпеченні безпеки праці. Основними принципами тейлоризму вважають:
- застосування наукового підходу до кожного елементу діяльності будь-якого члена організації, пошук найбільш раціональних, оптимальних способів здійснення виробничих операцій;
- науково обґрунтований підбір і навчання працівників;
- взаємодія між керівниками і робітниками, яка проявляється насамперед в обґрунтованій винагороді за працю на базі відрядної системи оплати праці.

Тейлор визнає, що його підхід не містить якихось нових принципових наукових положень, і вважає, що теорія наукового управління «збирає все традиційне знання, накопичене попередніми поколіннями керуючих, і редукує його у вигляді правил, законів, формул» . У підході Тейлора по вдосконаленню управління організацією пріоритет відданий інженерним рішенням. В рамках цієї теорії всі відхилення від «раціональності» розглядаються як небажані наслідки, помилки, неточності, які можуть бути усунені на основі розрахунків і чисто інженерних рішень.
Ідею раціоналізації трудових процесів в організаціях надалі розробляли послідовники Ф. Тейлора класики теорії організації Ф. і Л. Гілбрет, головною заслугою яких можна вважати використання наукових методів для пошуку оптимального способу виконання роботи. У руслі ідей раціональності та інженерного підходу розглядав проблеми підвищення ефективності діяльності організацій американський інженер Г. Гант, який розробляв способи раціонального планування діяльності організації, забезпечення сумісності дій різних підрозділів організації для досягненню спільної мети.

### Школа людських відносин
Представники школи наукового управління у своїх дослідженнях практично не розглядали соціально-психологічних відносини між членами організації. Більш того, вони фактично заперечували значимість горизонтальних зв'язків, розглядаючи виключно вертикальні, владні зв'язки в напрямку тільки зверху вниз - від керівників до підлеглих.
Ці обставини підштовхнули ряд дослідників організацій до проведення всебічних досліджень людських взаємин в колективі. У 1924-1932 рр. група соціологів Гарвардського університету під керівництвом Е. Мейо провела соціальний експеримент на підприємстві компанії «Вестерн електронік компані». Цей експеримент отримав назву Хотторнського експерименту. У ході експерименту з'ясувалося, що продуктивність праці, зацікавленість у результатах діяльності, трудова дисципліна в колективах багато в чому залежать від методів керівництва (взаємини керівник — підлеглі) і взаємин між працівниками.
Концепція людських відносин спочатку була спрямована проти основних положень тейлоризму і школи наукового управління. На противагу підходу до працівника з позицій біологізму (коли експлуатуються в основному такі ресурси працівника, як фізична сила, навички, інтелект) член організації став розглядатися як соціопсихологічна істота. Такі теоретики школи людських відносин, як Е. Мейо, У. Мур, Ф. Ротлісбергер, ґрунтуючись на експериментальних даних, доводили, що підвищення продуктивності праці в організації залежить не тільки від здібностей, знань і умінь, на які орієнтувався тейлоризм, але і від таких факторів, як задоволеність працівників своєю працею, вплив групової думки, неформальні відносини керівника з підлеглими, сприятлива атмосфера в колективі і т.ін. 

### Психологічна школа в теорії організацій
Ідеї школи людських відносин розвивали представники психологічної школи в теорії організації. Так, американські дослідники організаційної поведінки У. Френч і Ч. Белл, порівнювали організацію з айсбергом, у підводній частині якого знаходяться елементи неформальної структури організації, а у верхній (видимій) частині — формальної. Такий підхід в значній мірі розширив можливості управління людськими ресурсами в організації, дозволив виробити збалансований підхід до співвідношення формальної та неформальної організаційних структур і способи взаємодій між ними.
Не менш важливі роботи послідовників школи людських відносин в області теорії мотивації А. Маслоу, Ф. Херцберг, В. Врум, які розробили оригінальні напрямки в теорії мотивації, які мають важливе практичне застосування.  
Ще один важливий напрямок в руслі школи людських відносин склали роботи американського дослідника в області теорії управління Р. Лайкерта . Він розробив структуру ідеальною, в його розумінні, організації, де провідне місце займає вирішення проблем відносин між керівниками і підлеглими і поведінки працівників в організації.

### Системний підхід
У багатьох областях знання об'єкт дослідження представляють у вигляді системи, а подальше його вивчення проводять на основі базових принципів системного підходу. В ході вивчення організацій в рамках системного підходу з'ясувалося, що соціальна організація як система володіє рядом специфічних властивостей, які відрізняють її від інших систем (біологічних, технічних і т.інше).
Загалом, згідно із загальною теорією систем під системою розуміється деяке складне ціле, що володіє яскраво вираженими межами і відносно незалежними складовими, пов'язаними між собою так, що зміна положення або стану однієї частини з неминучістю призводить до зміни стану інших частин. Проте організація володіє специфічними, властивими тільки їй властивостями. У зв'язку з цим виникла необхідність розробити спеціальну теорію систем стосовно організацій. Американський вчений Дж. Міллер визначає основними відмінностями організації від інших систем (наприклад, від біологічних) наявність самостійних цілей системи і складної управлінської підсистеми, яка представляється як багаторівнева і організована за ієрархічним принципом.
Таким чином, будь-яка організація складається з підсистем, кожна з яких може розглядатися як система більш низького рівня. У той же час сама організація, маючи деяку кількість рівнів підсистем, у свою чергу може розглядатися як підсистема в системі більш високого порядку (наприклад, підприємство, виступаючи як самостійна система, ділиться на ряд цехів-підсистем і одночасно як підсистема входить у виробниче об'єднання). Властивість об'єкта бути одночасно і підсистемою, і складною системою з наявністю елементів підсистем визначається як властивість рекурсивності.

### Структурно-функціональний підхід
Структурно-функціональний аналіз є відмітною віхою в дослідженнях соціальних процесів, особливого розвитку він досягнув у теорії організацій. Відправною точкою структурно-функціонального аналізу є поняття функції кожної системної одиниці по відношенню до системи як цілого. Тут не мається на увазі математичне розуміння функції, швидше «функція» ближче до біологічних наук, де вона означає «життєвий або органічний процес, що розглядається з точки зору того, який внесок вона вносить у збереження організму».
Американський соціолог Т. Парсонс виявив чотири основні умови виживання організації в зовнішньому оточенні, які тісним чином пов'язані з функціями її окремих підсистем.
1. Підсистема адаптації — економічна підсистема, оскільки основою виконуваної нею функції є економічні контакти, дії і взаємодії. Якщо підсистема не виконує свою функцію, організація не може існувати унаслідок порушення балансу між входом і виходом ресурсів з системи.
2. Підсистема досягнення цілей — найважливіша системна одиниця організації, оскільки вона мобілізує організаційні ресурси, активно впливає на різні частини зовнішнього середовища, орієнтуючи їх на досягнення основних організаційних цілей, шляхом координуючого впливу з'єднує всі частини організації в єдине ціле.
3. Підсистеми інтеграції та латентності — ці підсистеми повинні забезпечувати не тільки внутрішню цілісність організації як системи, але, що ще більш важливо, розподіл функцій між окремими системними одиницями, тобто створення та підтримання в робочому стані системи соціальних ролей, а також спряженості окремих функцій. Крім того, підсистема підтримки зразків цементує лояльність членів організації по відношенню до організаційних нормам і вимогам.

### Ситуаційний підхід
Практичне застосування в теорії організації системного підходу затруднялося тим, що системи в даному підході являють собою застиглі, часто абстрактні моделі, які важко пристосувати до змін як всередині організації, так і в її зовнішньому оточенні. Крім того, виникали складнощі при використанні конкретних знань про специфіку організацій та їх розвитку. Ця обставина послужила поштовхом для виникнення ситуаційної теорії, або ситуаційного підходу, до вивчення організацій і процесів управління.
Поштовхом до створення ситуаційної теорії послужили дослідження Т. Бернса та Г. Сталкера, проведені ними в 1960-1961 рр. на 20 машинобудівних, електронних і текстильних фірмах Англії і Шотландії. Основним результатом їх досліджень стало припущення про те, що в залежності від виду зовнішнього середовища (стабільної або мінливої) найбільш ефективними організаційними структурами можуть бути «механістична» (з точною спеціалізацією і жорскою відповідністю робітника вимогам ролі, яку він виконує) або «органічна» (мінімальна орієнтація на жорсткі правила, гнучкість зміни організаційних норм). При цьому вони висунули ідею, згідно з якою «механістична» і «органічна» структури можуть одночасно співіснувати в одній організації. Наприклад, виробничий відділ в організації працює в режимі «механістичної» структури, випускаючи достатньо однорідну продукцію, а відділ збуту, орієнтований на мінливий ринок, має «органічну» структуру, постійно змінюючи методи просування товарів на ринок, орієнтацію на сегменти, змінюючи ціну, застосовуючи нові засоби рекламного впливу на споживача і т.інше.
Продовжувачами ситуаційного підходу до вивчення організацій стали американські дослідники П. Лоуренс і Дж. Лорш, що розвинули модель Бернса і Сталкера. Розроблена ними модель заснована на конкретних характеристиках, що детально описують ситуацію. При цьому зовнішнє середовище може розглядатися як однорідне або різнорідне, агресивне або нейтральне, згуртоване або роз'єднане і т.інше. На базі вивчення діяльності 10 американських організацій Лоуренс і Лорш прийшли до висновку, що від характеристик зовнішнього оточення (ринкової, виробничої, інформаційної, наукової та інших сфер) залежать такі компоненти внутрішнього устрою організації, як цілі, структура, технології та персонал.